# Gustaf Grönberger
Andreas Gustaf Grönberger (* 12. Juni 1882 in Stockholm; † 28. August 1972 ebenda) war ein schwedischer Arzt und Tauzieher.

## Erfolge
Gustaf Grönberger war 1906 Teilnehmer bei den Olympischen Zwischenspielen in Athen und gewann mit der schwedischen Mannschaft hinter den Mannschaften des Deutschen Reichs und Griechenlands die Bronzemedaille im Tauziehen. Die Mannschaft unterlag in der ersten Runde zunächst Griechenland mit 0:2, ehe sie sich mit 2:0 gegen Österreich durchsetzte. Grönberger belegte damit zusammen mit Anton Gustafsson, Ture Wersäll, Eric Lemming, Carl Svensson, Axel Norling, Oswald Holmberg und Erik Granfelt den dritten Platz.
Er war Chirurg und leitete das Ambulanzkorps des schwedischen Roten Kreuzes in Serbien während der Balkankriege 1912. Von 1928 bis 1948 war Grönberger Leiter des Kinderkrankenhauses der Samariter in Stockholm.